# Bryllupsrejsen (film fra 1917)
Bryllupsrejsen er en amerikansk stumfilm fra 1917 af Chester Withey.

## Medvirkende
- Madge Kennedy som Betty Griffon
- Frank M. Thomas som Harry Lindsey
- Mark Smith som Tom Robinson
- Alma Tell som Gertrude Robinson
- Richard Barthelmess som Dick Griffon